# Sea Life Helsinki
Sea Life Helsinki is een openbaar aquarium in de Finse hoofdstad Helsinki. Ook al ligt het bij het attractiepark Linnanmäki, het is net zoals alle andere Sea Lifes in bezit van Merlin Entertainments. Het aquarium heeft verschillende themaruimtes die natuurgebieden moeten voorstellen, zoals het tropisch regenwoud en het koraalrif. Ook zijn sommige themaruimtes gericht op meer lokale natuurgebieden zoals de Noordzee, de Oostzee en de Finse meren en rivieren.